# 馬上のチャールズ1世とサン・アントワーヌの領主の肖像
『馬上のチャールズ1世とサン・アントワーヌの領主の肖像』（ばじょうのチャールズ1せいとサン・アントワーヌのりょうしゅのしょうぞう、蘭: Portret van Charles I te paard met M. de St Antoine, 英: Portrait of Charles I on horseback with M. de St Antoine）は、バロック期のフランドル出身のイギリスの画家アンソニー・ヴァン・ダイクが1633年に制作した肖像画である。油彩。騎乗したイングランド国王チャールズ1世と王に随行するサン・アントワーヌの領主で馬丁長であったピエール・アントワーヌ・ブルダン（Pierre Antoine Bourdin, Seigneur de Saint-Antoine）を描いている。ヴァン・ダイクが描いたチャールズ1世の最初の騎馬肖像画である。現在はロイヤル・コレクションとしてバークシャー州にあるウィンザー城のクイーンズ・ギャラリーに所蔵されている。またハンプシャー州ニューベリーのハイクレア城に本作品のヴァリアントが所蔵されている。

## 人物

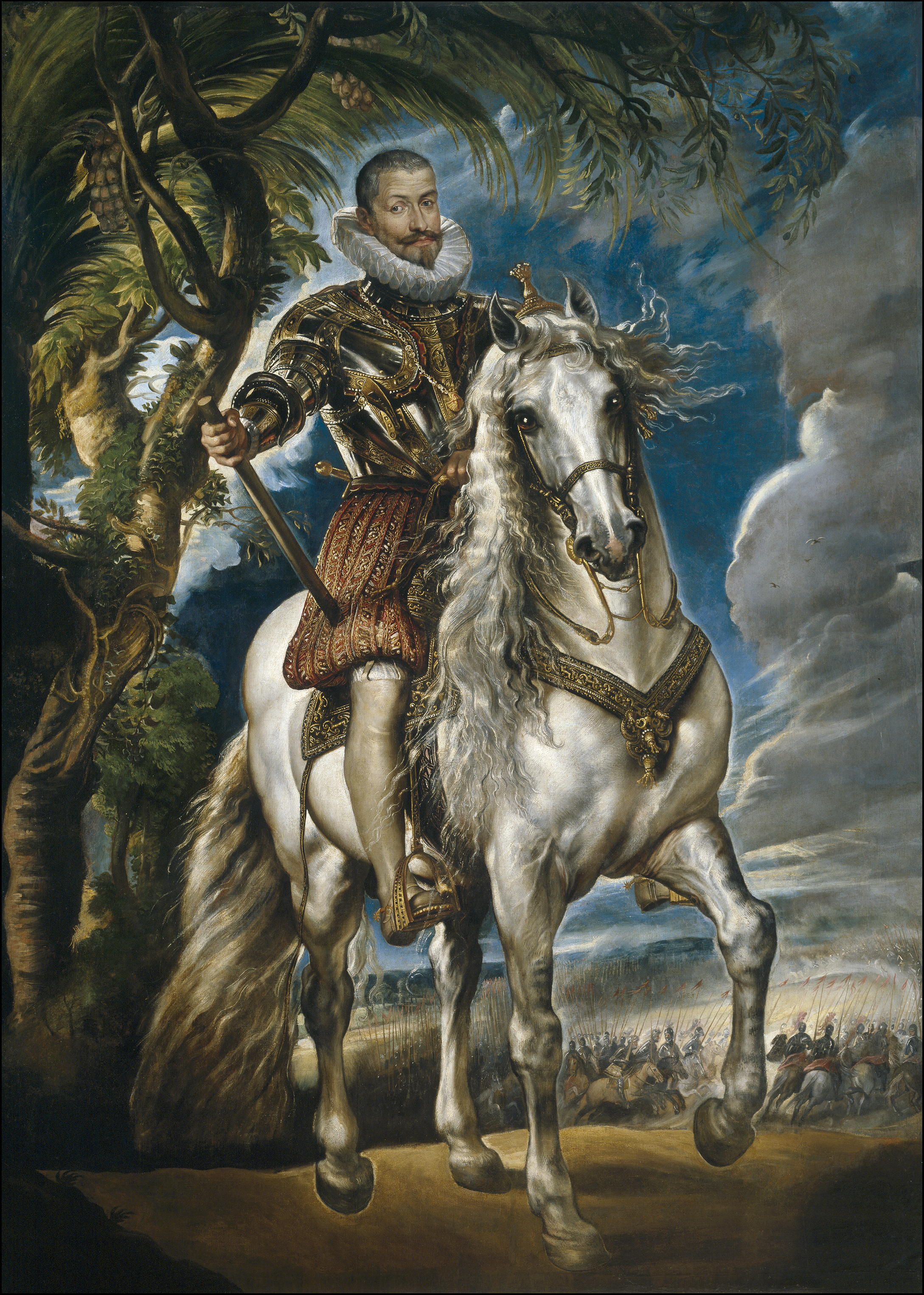
ピーテル・パウル・ルーベンスの1603年の肖像画『レルマ公騎馬像』。プラド美術館所蔵。

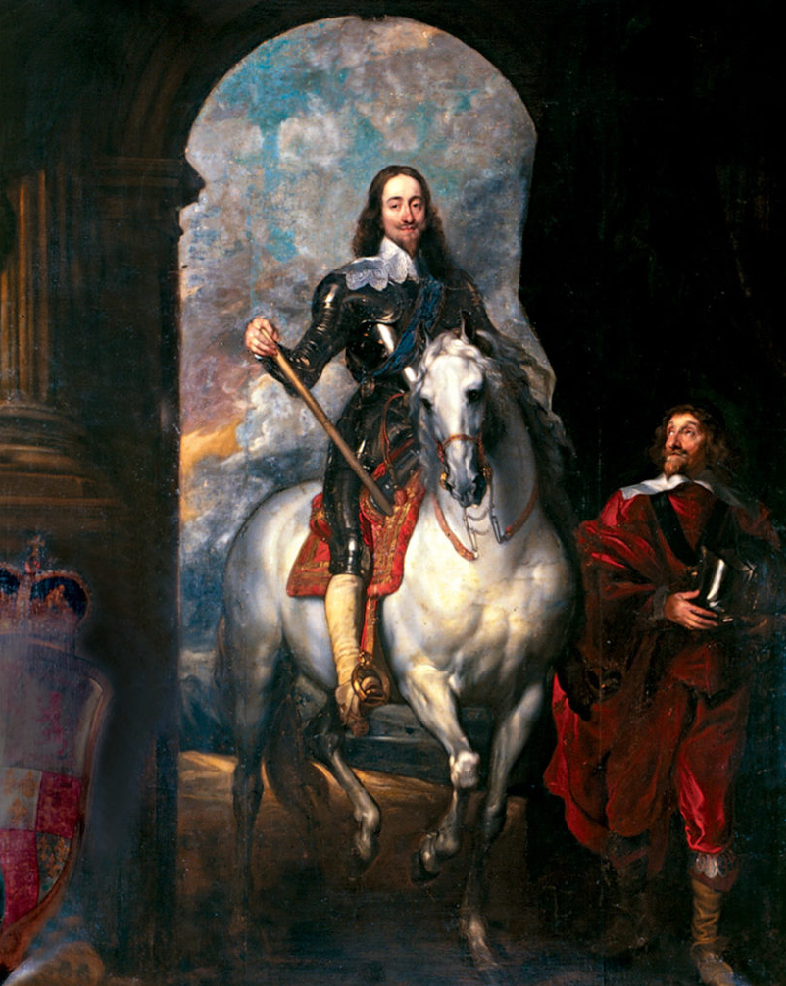
ヴァン・ダイクによる1635年の複製。ハイクレア城所蔵。

チャールズ1世は1600年11月19日イングランドにイングランド国王ジェームズ1世とアン・オブ・デンマークとの間に生まれた。ピエール・アントワーヌ・ブルダンはその3年後の1603年、フランス国王アンリ4世からジェームズ1世に、ヘンリー・フレデリック・ステュアート王子への6頭の馬の贈物とともに派遣された。ブルダンは最初はヘンリー王子に仕えたが、王子が若くして死去した後は乗馬の教師・馬丁長としてチャールズ1世に仕えた。1625年、チャールズ1世は父ジェームズ1世の死去により即位したが、その治世は輝かしいものではなかった。カトリック教国との関係は不安定で、議会とも対立し、1629年以降は11年におよぶ議会を無視した専制政治を行った。その後も議会との対立は繰り返され、イングランド内戦に発展、最終的に戦争で敗れ、処刑された。

## 作品
本作品はアンソニー・ヴァン・ダイクがチャールズ1世の首席宮廷画家に任命された1632年の翌年に制作された。肖像画家であることを求められたヴァン・ダイクの主要絵画の1つであり、イギリス絵画に革命をもたらし、スチュアート朝の宮廷のイメージを現代にもたらしている。
チャールズ1世はおそらくリピッツァナーと思われる筋肉質の大きな白馬に乗った、騎士道的な騎士および君主として描かれている。王はパレード用の甲冑を着て、その上にガーター騎士団の青い帯を掛けており、軍の指揮を象徴する元帥杖を持っている。凱旋門の下には緑色のシルクのドレープが垂れ下がっている。
本作品は過去に前例のない大画面で描かれている。騎馬肖像画は通常、軍事的指導者や政治的指導者のために制作され、その起源はアレクサンドロス大王やマルクス・アウレリウスまで遡る。本作品もまたその図像的伝統に従って、騎乗したチャールズ1世を卓越した滑らかさで、支配者、戦士、騎士として描いている。おそらく議会を無視した統治時代を暗示しているのだろう、チャールズ1世は大画面の中にほとんど1人で描かれている。チャールズ1世の身長の低さを隠すルーヴル美術館所蔵のヴァン・ダイクの1635年の肖像画『狩猟場のチャールズ1世』のように下から見上げる構図で描いている。画面右には王の乗馬の教師であるピエール・アントワーヌ・ブルダンが立っている。彼はおそらく聖ラザロ騎士団のものと思われるリボンを首に巻いており、チャールズ1世の兜を持ちながら王を見上げている。その身振りと落ち着きはバロック的な動きに満ちた場面に安定感をもたらしている。
画面左下にはステュアート朝の大きな紋章が4分割されたエスカッシャンに描かれている。左上と右下はイングランドの3頭のライオンを4等分するフランスのフルール・ド・リス、右上はスコットランドの二重の房のあるライオン、左下はアイルランドのハープであり、その上に大きな王冠が乗っている。
ヴァン・ダイクはおそらく肖像画に演劇的な効果を与えるため、セント・ジェームズ宮殿のギャラリーの最後尾の最初の設置場所のためにこの構図をデザインしたと思われる。

### 図像的源泉
ヴァン・ダイクは本作品以前にも騎馬像を正面から捉えた肖像画を制作している。彼は1627年に『グロッポリ侯爵アントン・ジュリオ・ブリニョーレ＝サーレ騎馬像』（Ruiterportret van Anton Giulio Brignole-Sale）を制作し、1632年には『第3代アイトナ侯爵フランシスコ・デ・モンカダ騎馬像』（Ruiterportret van Francisco de Moncada, Marqués de Aytona）を制作した。ヴァン・ダイクもチャールズ1世もティツィアーノ・ヴェチェッリオの作品を称賛し、収集していたが、これらの騎馬肖像画はむしろ師であるピーテル・パウル・ルーベンスが1603年に制作したプラド美術館所蔵の『レルマ公騎馬像』から大きな影響を受けている。ヴァン・ダイクはこの作品を見る機会はなかったが、チャールズ1世はおそらくウェールズ皇太子としてスペインを訪問した際にこれを見ており、発注の際にヴァン・ダイクにインスピレーションを与えたと思われる。

### 象徴性
戴冠した国王の紋章と武装した王を囲む凱旋門はイギリスの統治者としてのチャールズ1世のイメージを強化する一方、王の洗練された顔立ち、ゆるやかな髪、甲冑とガーター騎士団の帯は騎士道的な騎士の印象を与える。熟練した馬術は美徳の典型と見なされた。凱旋門によって表されたアーチ状の道を通過することは、勝利を収めた国家が都市に入城する伝統と、平和、幸福、繁栄の新時代の幕開けを暗示しており、強力な馬を巧みに操ることは御しがたい王国を支配していることを象徴している。

## 来歴
チャールズ1世のために描かれた肖像画はその後、1639年にセント・ジェームズ宮殿で記録された。1649年にチャールズ1世が清教徒革命によって処刑され、ロイヤル・コレクションが競売にかけられた際に、150ポンドと評価された。肖像画は1652年12月22日に「教皇」に売却され、その後、ロンドンに住んでいたフランドルの画家レミギウス・ヴァン・リーンプットによって購入された。しかし1660年の王政復古によりチャールズ2世が国王として復位すると、肖像画は法的手続きを通じてヴァン・リープットから回収され、1666年にハンプトン・コート宮殿で記録された。その後は18世紀の大部分をケンジントン宮殿のキングス・ギャラリーで、1790年にバッキンガム宮殿で短期間展示されたのち、1805年にウィンザー城に移された。1819年には画家ウィリアム・ヘンリー・パインによって展示風景が描かれた。

## ヴァリアント
ヴァン・ダイクは1635年に複製を制作している。現在、このバージョンは8代目カーナーヴォン伯爵ジョージ・ハーバートのコレクションにあり、ハイクレア城の大食堂で見ることができる。

## ギャラリー
関連作品

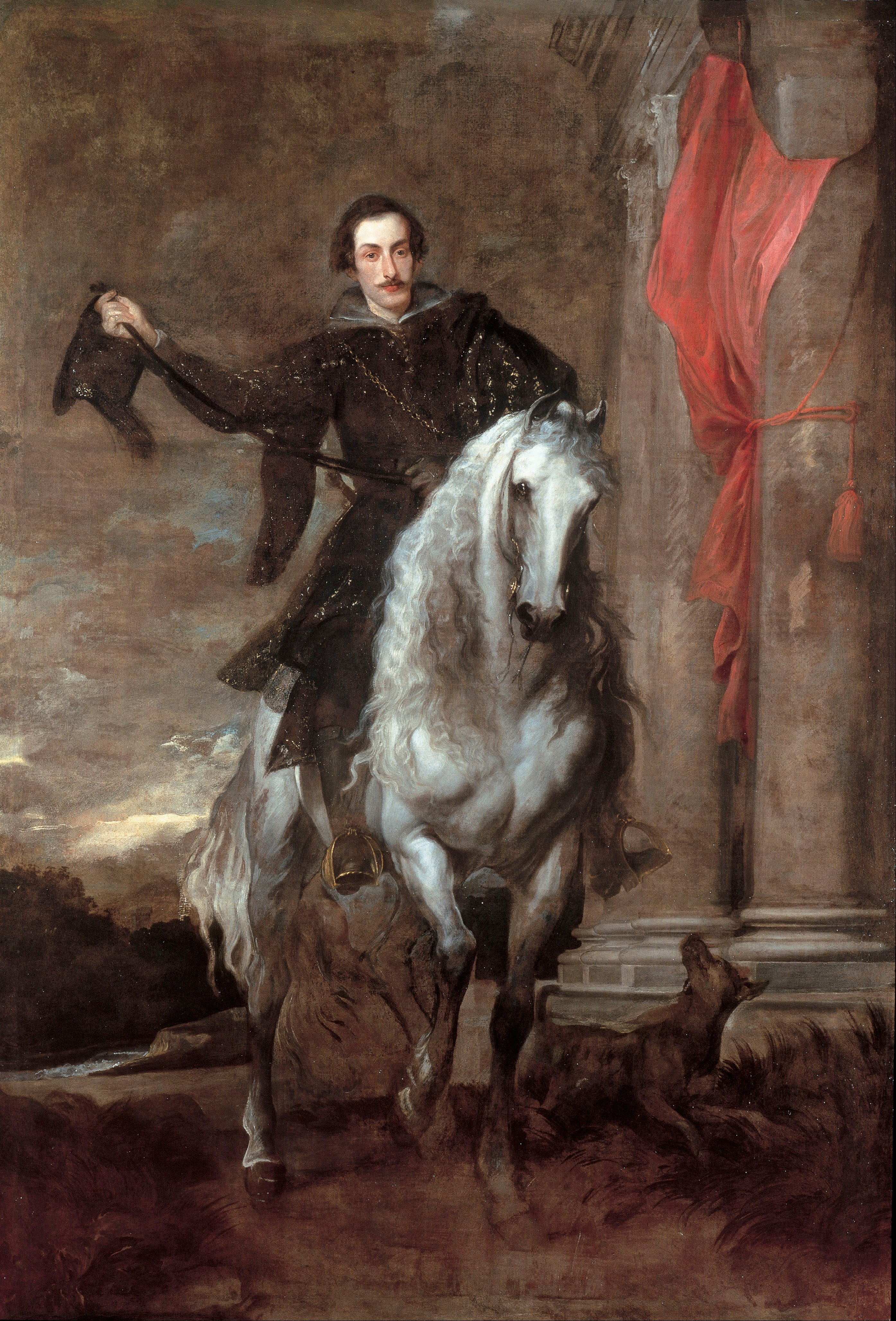
『グロッポリ侯爵アントン・ジュリオ・ブリニョーレ＝サーレの騎馬像』1627年 ストラーダ・ヌオーヴァ美術館（英語版）所蔵
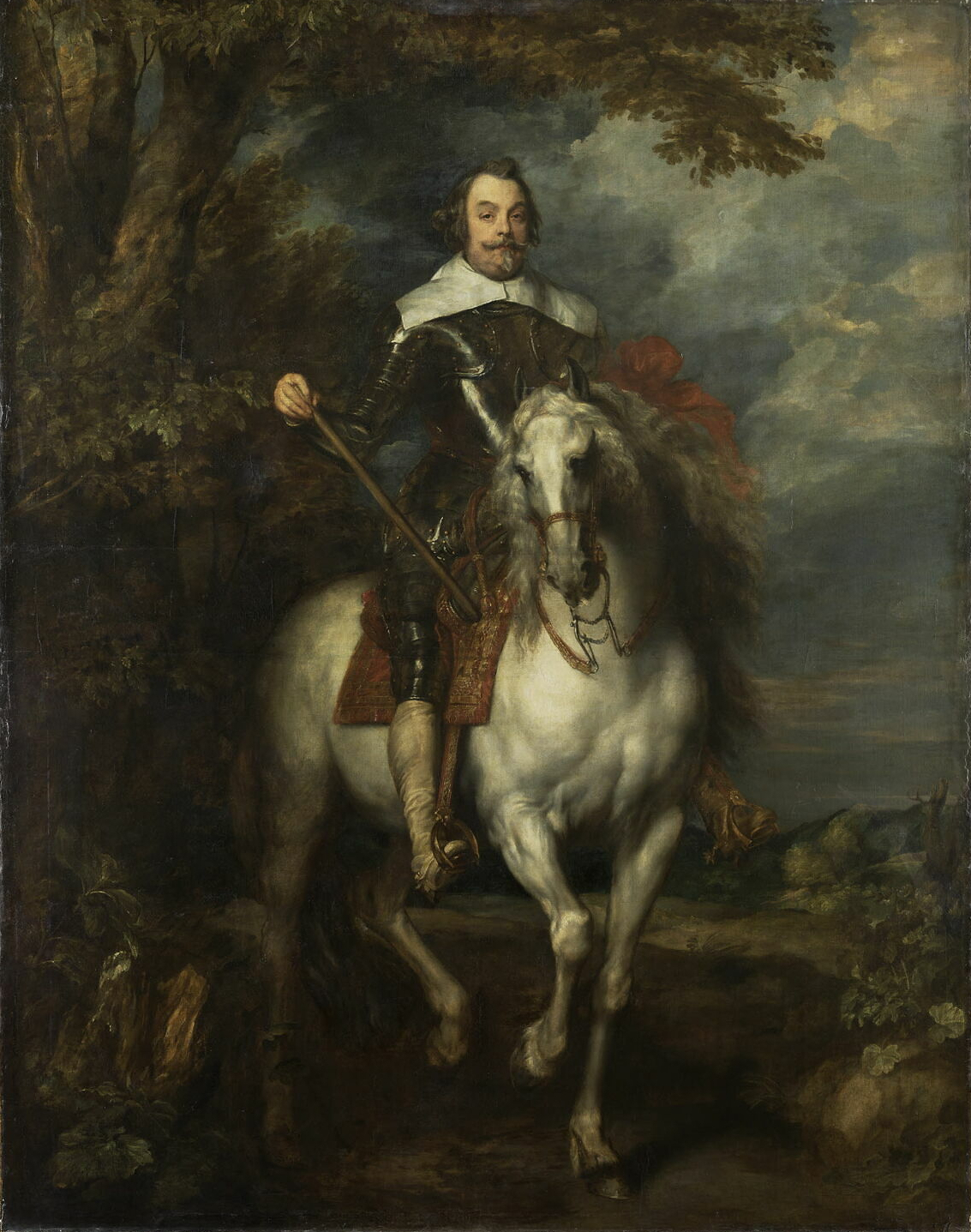
『アイトナ侯爵フランシスコ・デ・モンカダ騎馬像』1634年 ルーヴル美術館所蔵
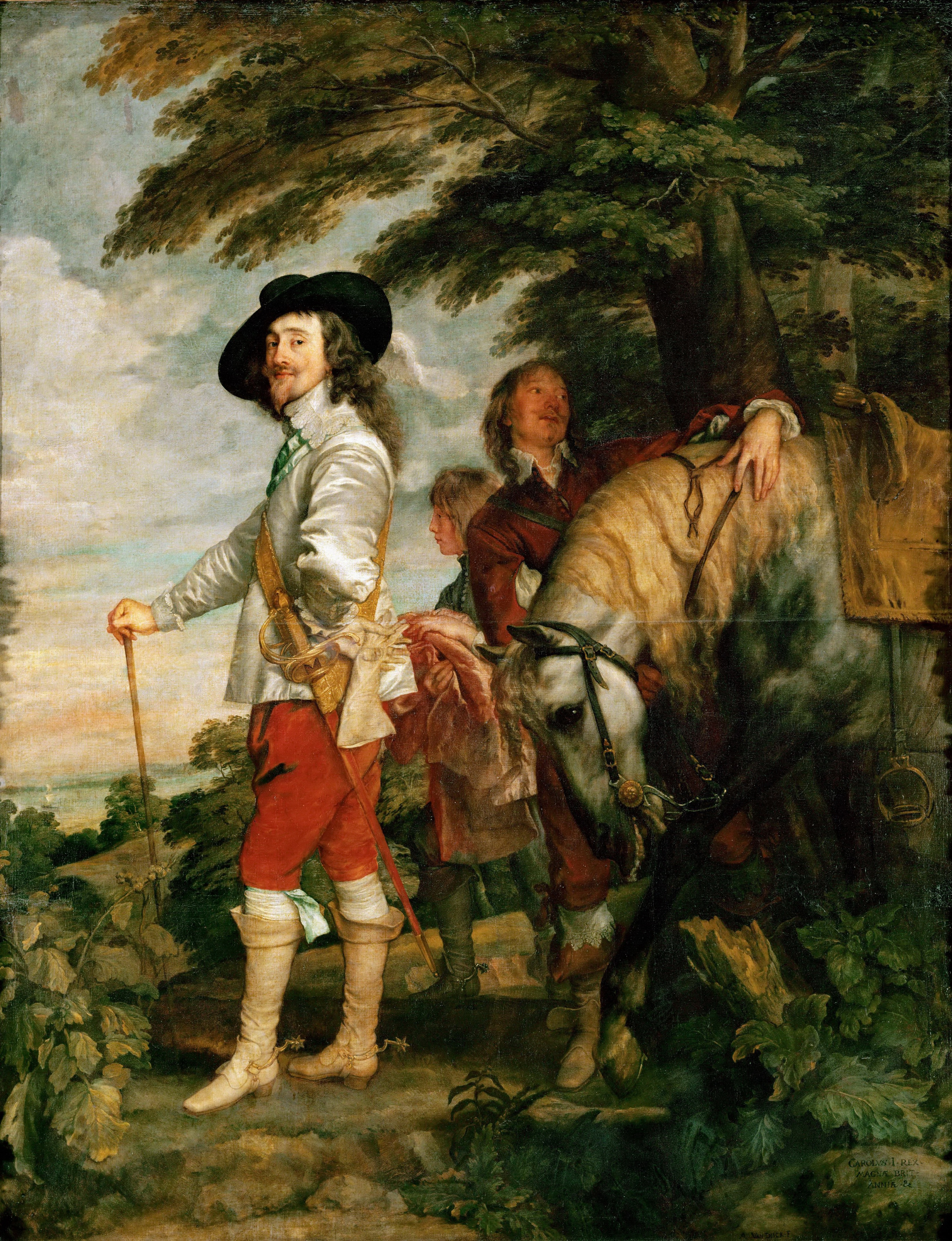
『狩猟場のチャールズ1世』1635年頃 ルーヴル美術館所蔵
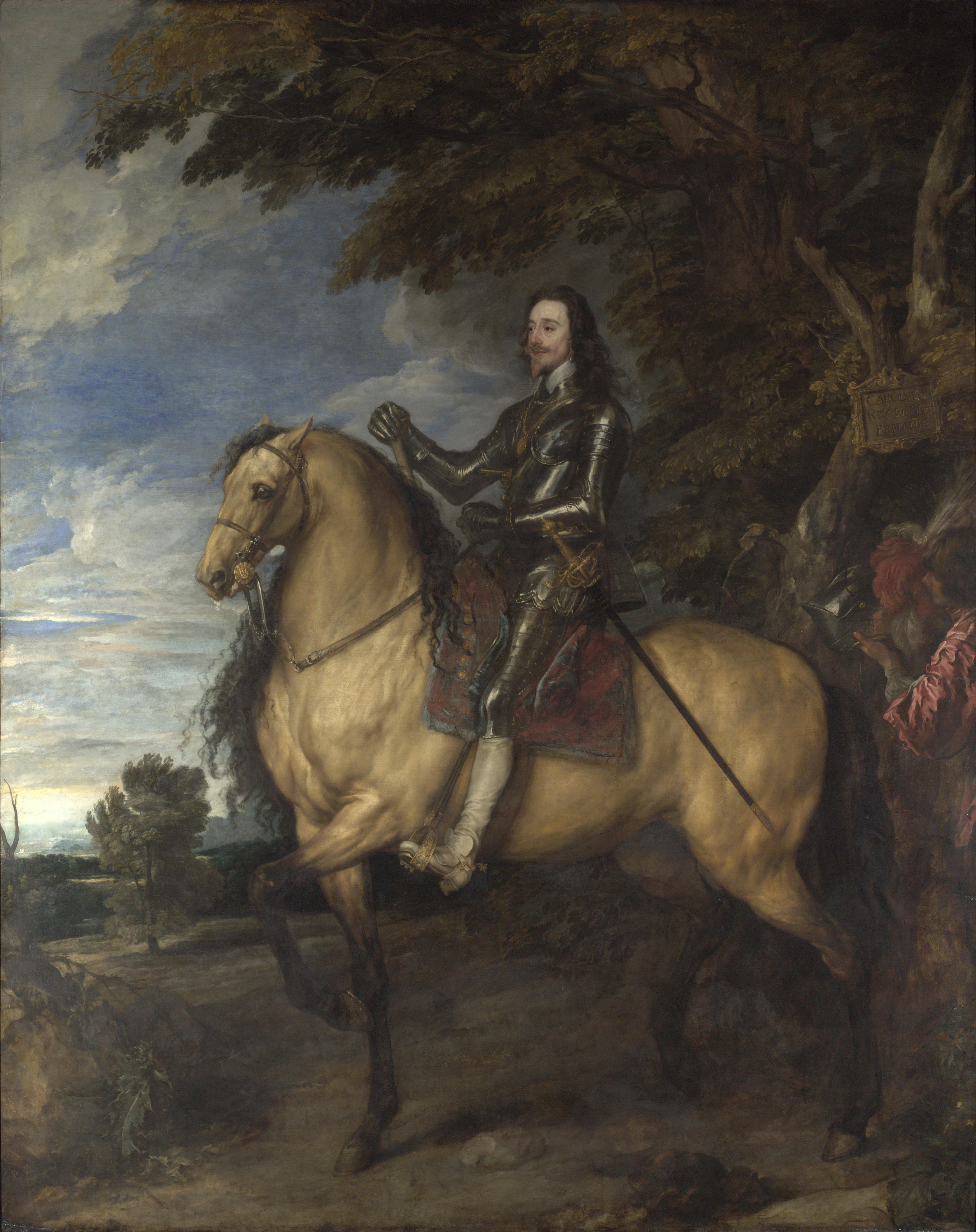
『チャールズ1世騎馬像』1637年-1638年 ナショナル・ギャラリー所蔵